# Landtagswahlkreis Mettmann IV
Der Landtagswahlkreis Mettmann IV (Organisationsziffer 40) ist einer von derzeit 128 Wahlkreisen in Nordrhein-Westfalen, die jeweils einen mit der einfachen Mehrheit direkt gewählten Abgeordneten in den Landtag entsenden.
Zum Wahlkreis 40 Mettmann IV gehören die kreisangehörigen Städte Velbert und Wülfrath sowie einige Wahlkreise im Norden der Stadt Mettmann im Kreis Mettmann. Die Teilung der Kreisstadt Mettmann erfolgte erstmals zur Landtagswahl 2005. Zuvor gehörte sie noch vollständig zu Mettmann II.

## Landtagswahl 2022
Wahlberechtigt zur Landtagswahl 2022 waren 90.849 Einwohner des Wahlkreises. Die Wahlbeteiligung lag bei 56,0 %.
| Direktkandidat   | Erststimmen in % | Partei   | Zweitstimmen in % |
| ---------------- | ---------------- | -------- | ----------------- |
| Martin Sträßer   | 38,5             | CDU      | 36,3              |
| Cüneyt Söyler    | 23,2             | SPD      | 25,5              |
| Esther Kanschat  | 20,3             | GRÜNE    | 16,6              |
| Thomas Sterz     | 6,5              | FDP      | 6,8               |
| Josef Ehrentraut | 6,7              | AfD      | 6,6               |
| Birgit Onori     | 2,5              | LINKE    | 1,9               |
| –                | 2,4              | Sonstige | 6,3               |

## Landtagswahl 2017
Wahlberechtigt zur Landtagswahl 2017 waren 86.277 Einwohner des Wahlkreises. Die Wahlbeteiligung lag bei 66,6 %.
| Direktkandidat    | Erststimmen in % | Partei   | Zweitstimmen in % |
| ----------------- | ---------------- | -------- | ----------------- |
| Volker Münchow    | 34,0             | SPD      | 31,3              |
| Martin Sträßer    | 38,5             | CDU      | 31,7              |
| Ina Besche-Krastl | 5,0              | GRÜNE    | 5,3               |
| Thorsten Hilgers  | 9,2              | FDP      | 13,8              |
| Gereon Esser      | 2,0              | PIRATEN  | 1,2               |
| Götz Lange        | 4,8              | LINKE    | 4,4               |
| Ulrich Schwierzke | 6,5              | AfD      | 8,7               |
| –                 | –                | Sonstige | 3,7               |

Der Wahlkreis wird im Landtag erstmals durch den direkt gewählten Abgeordneten Martin Sträßer vertreten, der das Direktmandat nach fünf Jahren von der SPD zurückeroberte. Der bisherige Wahlkreisabgeordnete Volker Münchow schied aus dem Parlament aus, da sein Listenplatz 117 auf der SPD-Landesliste nicht für ein Mandat ausreichte.

## Landtagswahl 2012
Wahlberechtigt zur Landtagswahl 2012 waren 87.775 Einwohner des Wahlkreises. Die Wahlbeteiligung lag bei 60,5 %.
Bei der Landtagswahl in Nordrhein-Westfalen 2012 am 13. Mai 2012 erreichten die im Wahlkreis angetretenen Parteien folgende Prozentzahlen der abgegebenen gültigen Stimmen:
SPD 41,2, CDU 24,2, Grüne 9,7, FDP 9,4, Piraten 8,1, Linke 2,8, pro NRW 2,0, NPD 0,6.
Direkt gewählter Abgeordneter des Wahlkreises Mettmann IV wurde Volker Münchow (SPD).
| Direktkandidat       | Erststimmen in % | Partei   | Zweitstimmen in % |
| -------------------- | ---------------- | -------- | ----------------- |
| Marc Ratajczak       | 33,3             | CDU      | 24,2              |
| Volker Münchow       | 42,7             | SPD      | 41,2              |
| Nils Lessing         | 8,1              | GRÜNE    | 9,7               |
| Thorsten Hilgers     | 4,7              | FDP      | 9,4               |
| Serdar Agit Boztemur | 2,9              | LINKE    | 2,8               |
| Marc Oliver Knippen  | 8,4              | PIRATEN  | 8,1               |
| –                    | –                | Sonstige | 4,7               |

## Landtagswahl 2010
Wahlberechtigt zur Landtagswahl 2010 waren 88.569 Einwohner des Wahlkreises. Die Wahlbeteiligung lag bei 60,6 %.
Bei der Landtagswahl in Nordrhein-Westfalen 2010 am 9. Mai 2010 erreichten die im Wahlkreis angetretenen Parteien folgende Prozentzahlen der abgegebenen gültigen Stimmen:
CDU 33,7, SPD 35,3, Grüne 10,6, FDP 7,4, Linke 5,9, pro NRW 1,4, Piraten 1,3, NPD 0,9, REP 0,4.
Direkt gewählter Abgeordneter des Wahlkreises Mettmann IV blieb Marc Ratajczak (CDU).
| Direktkandidat       | Erststimmen in % | Partei   | Zweitstimmen in % |
| -------------------- | ---------------- | -------- | ----------------- |
| Marc Ratajczak       | 40,4             | CDU      | 35,3              |
| Volker Münchow       | 39,2             | SPD      | 33,7              |
| Thomas Auer          | 9,8              | GRÜNE    | 10,7              |
| Hartmuth Kitzrow     | 4,9              | FDP      | 7,3               |
| Serdar Agit Boztemur | 5,7              | LINKE    | 5,9               |
| –                    | –                | Sonstige | 7,1               |

## Landtagswahl 2005
Wahlberechtigt zur Landtagswahl 2005 waren 90.186 Einwohner des Wahlkreises. Die Wahlbeteiligung lag bei 64,6 %.
Bei der Landtagswahl in Nordrhein-Westfalen 2005 am 22. Mai 2005 erreichten die im Wahlkreis angetretenen Parteien folgende Prozentzahlen der abgegebenen gültigen Stimmen:
CDU 43,0, SPD 37,7, FDP 7,2, Grüne 5,3, WASG 1,9, PDS 1,3, NPD 1,0, REP 1,0, GRAUE 0,9, Einzelbewerber 0,7.
Direkt gewählter Abgeordneter des Wahlkreises Mettmann IV war 2005 Marc Ratajczak (CDU).
| Direktkandidat 2005  | Partei         | 2005 Stimmen in % | 2000 Stimmen in % |
| -------------------- | -------------- | ----------------- | ----------------- |
| Wolfgang Werner      | SPD            | 37,7              | 44,4              |
| Marc Ratajczak       | CDU            | 43,0              | 34,5              |
| Hartmuth Kitzrow     | FDP            | 7,2               | 11,4              |
| Nils Lessing         | GRÜNE          | 5,3               | 5,7               |
| Christian Hochberger | REP            | 1,0               | 1,2               |
| Michael Alfermann    | PDS            | 1,3               | 1,8               |
| Karl Scheurer        | NPD            | 1,0               | -                 |
| Rolf Ledermann       | GRAUE          | 0,9               | -                 |
| Markus Schlegel      | WASG           | 1,9               | -                 |
| Olaf Gebauer         | Einzelbewerber | 0,7               | -                 |

## Geschichte
| Wahl | Wahlkreisname  | Gebiet         | Wahlkreissieger              |
| ---- | -------------- | -------------- | ---------------------------- |
| 2017 | 39 Mettmann IV | Kreis Mettmann | Martin Sträßer (CDU)         |
| 2012 | 39 Mettmann IV | Kreis Mettmann | Volker Münchow (SPD)         |
| 2010 | 39 Mettmann IV | Kreis Mettmann | Marc Ratajczak (CDU)         |
| 2005 | 39 Mettmann IV | Kreis Mettmann | Marc Ratajczak (CDU)         |
| 2000 | 39 Mettmann IV | Kreis Mettmann | Wolfgang Walter Werner (SPD) |